# Skënder Sallaku
Skënder Sallaku, född 25 januari 1935 i Tirana, död 11 februari 2014 i Tirana, var en albansk komiker, skådespelare och mottagare av hedersutmärkelsen Albanska folkets skådespelare.
Skënder var inte enbart verksam som komiker och skådespelare, utan även som nationell boxningsmästare i klassen grekisk-romersk stil. Hans filmografi innefattar Estrada në Ekran (1968), Cirku në fshat (1977), Gjuetia e fundit (1992) och Revolja e humbur (1995).
Morgonen den 11 februari 2014 dog Skender Sallaku i Tirana med familjen vid sin sida.